# بروكس بوينت
بروكس بوينت هو رأس صخري صغير على الشاطئ الغربي لخليج فينسينز، تبعد حوالي 5 أميال بحرية (9 كم) من الغرب إلى الشمال الغربي من مالوري بوينت. تم تحديدها لأول مرة من الصور الجوية التي التقطتها عملية البحرية الأمريكية 1946-1947. تم تسميته من قبل اللجنة الإستشارية لأسماء القطب الجنوبي لجون بروكس، وهو بحار من الولايات المتحدة قاد سفينة القيادة الإستكشافية USS Vincennes تحت قيادة تشارلز ويليكس 1838-1842. هذه التسمية عام 1972 تحل المشكلة التي أثارها إزاحة اسم «جزيرة بروكس» (الآن إيفانوف هيد).